# Olympiakos Syndesmos Filathlōn Peiraiōs 2014-2015
Questa voce raccoglie le informazioni riguardanti l'Olympiakos nelle competizioni ufficiali della stagione 2014-2015.

## Maglie e sponsor
Il fornitore tecnico per la stagione 2014-2015 è Puma. Lo sponsor ufficiale è UNICEF.
| Casa | Trasferta | Terza divisa |

## Rosa
| N. |                           | Ruolo | Calciatore                    |
| -- | ------------------------- | ----- | ----------------------------- |
| 2  | Grecia (bandiera)         | C     | Giannīs Maniatīs (c)          |
| 3  | Spagna (bandiera)         | D     | Alberto Botía                 |
| 5  | Serbia (bandiera)         | C     | Luka Milivojević              |
| 6  | Paesi Bassi (bandiera)    | C     | Ibrahim Afellay ()            |
| 7  | Grecia (bandiera)         | A     | Kōstas Mītroglou ()           |
| 8  | Rep. del Congo (bandiera) | C     | Delvin Ndinga                 |
| 9  | Svezia (bandiera)         | A     | Jimmy Durmaz ()               |
| 10 | Argentina (bandiera)      | A     | Alejandro Damián Domínguez () |
| 11 | Svizzera (bandiera)       | C     | Pajtim Kasami ()              |
| 12 | Argentina (bandiera)      | A     | Franco Jara                   |
| 14 | Norvegia (bandiera)       | D     | Omar Elabdellaoui             |
| 16 | Spagna (bandiera)         | P     | Roberto                       |
| 17 | Grecia (bandiera)         | A     | Dīmītrīs Diamantakos          |
| 18 | Grecia (bandiera)         | C     | Andreas Bouchalakīs           |
| 19 | Spagna (bandiera)         | C     | David Fuster                  |
| 20 | Grecia (bandiera)         | D     | Kōstas Giannoulīs             |
| 22 | Francia (bandiera)        | D     | Éric Abidal ()                |
| 22 | Grecia (bandiera)         | P     | Andreas Gianniōtīs            |

| N. |                     | Ruolo | Calciatore               |
| -- | ------------------- | ----- | ------------------------ |
| 23 | Grecia (bandiera)   | D     | Dīmītrīs Siovas          |
| 24 | Grecia (bandiera)   | D     | Anastasios Avlōnitīs     |
| 25 | Grecia (bandiera)   | C     | Kōstas Fortounīs         |
| 26 | Francia (bandiera)  | D     | Arthur Masuaku ()        |
| 27 | Paraguay (bandiera) | A     | Jorge Benítez            |
| 28 | Grecia (bandiera)   | A     | Nikos Vergos             |
| 29 | Grecia (bandiera)   | D     | Praxitelīs Vouros        |
| 30 | Brasile (bandiera)  | D     | Leandro Salino           |
| 33 | Grecia (bandiera)   | P     | Eleutherios Choutesiōtīs |
| 34 | Grecia (bandiera)   | D     | Manōlīs Saliakas         |
| 42 | Ungheria (bandiera) | P     | Balázs Megyeri           |
| 45 | Brasile (bandiera)  | D     | Felipe Santana           |
| 55 | Armenia (bandiera)  | A     | Geworg Ġazaryan          |
| 60 | Norvegia (bandiera) | C     | Abdisalam Ibrahim        |
| 67 | Grecia (bandiera)   | D     | Antōnīs Vatousiadīs      |
| 72 | Grecia (bandiera)   | P     | Giōrgos Strezos          |
| 77 | Togo (bandiera)     | C     | Mathieu Dossevi ()       |
| 99 | Nigeria (bandiera)  | A     | Michael Olaitan          |

### Fuori rosa
| N. |                       | Ruolo | Calciatore     |
| -- | --------------------- | ----- | -------------- |
| 21 | Portogallo (bandiera) | C     | Pelé           |
|    | Camerun (bandiera)    | D     | Gaëtan Bong () |

## Calciomercato

### Sessione estiva
| Acquisti | Acquisti              | Acquisti               | Acquisti                |
| R.       | Nome                  | da                     | Modalità                |
| -------- | --------------------- | ---------------------- | ----------------------- |
| P        | Roberto               | Atlético Madrid        | definitivo (6 mln €)    |
| D        | Éric Abidal           | Monaco                 | definitivo (1 mln €)    |
| D        | Mark Asigba           | Fōkikos                | definitivo              |
| D        | Anastasios Avlonitis  | Paniōnios              | svincolato              |
| D        | Alberto Botía         | Siviglia               | definitivo (2 mln €)    |
| D        | Omar Elabdellaoui     | Eintracht Braunschweig | definitivo (0,4 mln €)  |
| D        | Kostas Giannoulis     | Atromītos              | definitivo (0,6 mln €)  |
| D        | Vasileios Karagkounīs | Arīs Salonicco         | fine prestito           |
| D        | Arthur Masuaku        | Valenciennes           | svincolato (0,3 mln €)  |
| C        | Ibrahim Afellay       | Barcellona             | svincolato              |
| C        | Andreas Bouchalakis   | Ergotelīs              | fine prestito           |
| C        | Mathieu Dossevi       | Valenciennes           | svincolato              |
| C        | Kōstas Fortounīs      | Kaiserslautern         | definitivo (0,4 mln €)  |
| C        | Abdisalam Ibrahim     | Ergotelīs              | fine prestito           |
| C        | Nikos Katharios       | Panthrakikos           | svincolato              |
| C        | Luka Milivojević      | Anderlecht             | prestito (0,6 mln €)    |
| C        | Delvin Ndinga         | Monaco                 | prestito                |
| C        | Pajtim Kasami         | Fulham                 | definitivo (5 mln €)    |
| C        | Konstantinos Plegas   | Panachaïkī             | definitivo              |
| A        | Jorge Benítez         | Guaraní                | definitivo (3,38 mln €) |
| A        | Dīmītrīs Diamantakos  | Ergotelīs              | fine prestito           |
| A        | Jimmy Durmaz          | Gençlerbirliği         | definitivo (2 mln €)    |
| A        | Geworg Ġazaryan       | Metalurh Donec'k       | definitivo              |
| A        | David Henen           | Anderlecht             | svincolato              |
| A        | Anastasios Karamanos  | Atromītos              | definitivo              |
| A        | Kōstas Mītroglou      | Fulham                 | prestito (3,5 mln €)    |
| A        | Athanasios Papazoglou | OFI Creta              | svincolato              |

| Cessioni | Cessioni                | Cessioni          | Cessioni               |
| R.       | Nome                    | a                 | Modalità               |
| -------- | ----------------------- | ----------------- | ---------------------- |
| P        | Roy Carroll             | Notts County      | svincolato             |
| P        | Andreas Gianniōtīs      | PAS Giannina      | prestito               |
| P        | Aristidis Valchos       | Trachones Alimos  | svincolato             |
| D        | Mark Asigba             | Panachaïkī        | prestito               |
| D        | Claude Dielna           | Sheffield Weds    | svincolato             |
| D        | José Holebas            | Roma              | definitivo (1 mln €)   |
| D        | Vasileios Karagkounīs   | Reggina           | prestito               |
| D        | Leandro Pinto           | Lamia             | prestito               |
| D        | Charalambos Lykogiannīs | Ergotelīs         | prestito               |
| D        | Kōstas Manōlas          | Roma              | definitivo (13 mln €)  |
| D        | Iván Marcano            | Rubin             | fine prestito          |
| D        | Avraam Papadopoulos     | Trabzonspor       | svincolato             |
| D        | Anastasios Papazoglou   | APOEL             | svincolato             |
| D        | Konstantinos Rougalas   | Atlético Madrid B | prestito               |
| D        | Miguel Torres           | Malaga            | svincolato             |
| D        | Manōlīs Tzanakakīs      | Ergotelīs         | prestito               |
| C        | Tomás De Vincenti       | APOEL             | definitivo (0,5 mln €) |
| C        | Petar Grbić             | Partizan          | definitivo             |
| C        | Ariel Ibagaza           | Paniōnios         | svincolato             |
| C        | Marko Janković          | OFK Belgrado      | prestito               |
| C        | Aleksandar Katai        | Stella Rossa      | prestito               |
| C        | Nikos Katharios         | Panthrakikos      | prestito               |
| C        | Dīmītrīs Kolovos        | Paniōnios         | prestito               |
| C        | Paulo Machado           | Dinamo Zagabria   | definitivo (1,8 mln €) |
| C        | Juan Pablo Pino         | Bastia            | svincolato             |
| C        | Hernán Pérez            | Villarreal        | fine prestito          |
| C        | Konstantinos Plegas     | Panachaïkī        | prestito               |
| C        | Andreas Samarīs         | Benfica           | definitivo (10 mln €)  |
| C        | Dimitris Siopis         | Fostiras          | prestito               |
| C        | Manōlīs Siōpīs          | Paniōnios         | svincolato             |
| C        | Andreas Tatos           | Atromītos         | svincolato             |
| C        | Sambou Yatabaré         | Guingamp          | prestito               |
| C        | Saša Zdjelar            | OFK Belgrado      | prestito               |
| A        | Joel Campbell           | Arsenal           | fine prestito          |
| A        | David Henen             | Everton           | prestito               |
| A        | Nikolaos Iōannidīs      | PEC Zwolle        | prestito               |
| A        | Anastasios Karamanos    | Atromītos         | prestito               |
| A        | Boban Lazić             |                   | svincolato             |
| A        | Athanasios Papazoglou   | Atromītos         | prestito               |
| A        | Javier Saviola          | Verona            | definitivo             |
| A        | Marko Šćepović          | Maiorca           | prestito               |
| A        | Nelson Haedo Valdez     | Al-Jazira         | fine prestito          |
| A        | Panagiōtīs Vlachodīmos  | Ergotelīs         | prestito               |

### Sessione invernale
| Acquisti | Acquisti              | Acquisti          | Acquisti               |
| R.       | Nome                  | da                | Modalità               |
| -------- | --------------------- | ----------------- | ---------------------- |
| P        | Andreas Gianniōtīs    | PAS Giannina      | fine prestito          |
| D        | Konstantinos Rougalas | Atlético Madrid B | fine prestito          |
| D        | Felipe Santana        | Schalke 04        | prestito               |
| C        | Nikos Katharios       | Panthrakikos      | fine prestito          |
| C        | Konstantinos Plegas   | Panachaïkī        | fine prestito          |
| A        | Marko Šćepović        | Maiorca           | fine prestito          |
| A        | Franco Jara           | Benfica           | definitivo (1,5 mln €) |

| Cessioni | Cessioni               | Cessioni             | Cessioni             |
| R.       | Nome                   | a                    | Modalità             |
| -------- | ---------------------- | -------------------- | -------------------- |
| D        | Éric Abidal            |                      | fine carriera        |
| D        | Gaëtan Bong            | Wigan                | svincolato           |
| D        | Konstantinos Rougalas  | Īraklīs              | svincolato           |
| C        | Nikos Katharios        | Paniōnios            | prestito             |
| C        | Pelé                   | Levadeiakos          | prestito             |
| A        | Geworg Ġazaryan        | Kerkyra              | svincolato           |
| A        | Nikolaos Iōannidīs     | Borussia Dortmund II | prestito             |
| A        | Michael Olaitan        | Ergotelīs            | prestito             |
| A        | Marko Šćepović         | Terek Groznyj        | prestito (0,2 mln €) |
| A        | Panagiōtīs Vlachodīmos | Nîmes                | prestito             |

## Risultati

### Souper Ligka Ellada

#### Girone d'andata
| Arbitro: | Daskalopoulos (Corinzia) |

|                                        |           |              |
| Kasami 11’ Diamantakos 28’ Afellay 32’ | Marcatori | 54’ Shkurtaj |

| Arbitro: | Pappas (Atene) |

|            |           |            |
| Kousas 79’ | Marcatori | 47’ Kasami |

| Arbitro: | Sidīropoulos (Dodecaneso) |

|                                             |           |  |
| Adeleye 22’ (aut.) Durmaz 44’ Domínguez 54’ | Marcatori |  |

| Arbitro: | Kalogeropoulos (Atene) |

|                                               |           |  |
| Mītroglou 33’ (rig.) Benítez 88’ Kasami 90+2’ | Marcatori |  |

| Arbitro: | Tritsōnīs (Atene) |

|               |           |  |
| Karamanos 29’ | Marcatori |  |

| Arbitro: | Aretopoulos (Trikala) |

|              |           |                              |
| Fuster 45+1’ | Marcatori | 43’ Athanasiadīs 49’ Pereyra |

| Arbitro: | Koutsiaftīs (Arta) |

|                         |           |                                         |
| Youssouf 43’ Chanti 55’ | Marcatori | 45’, 90’ Mītroglou 68’ (rig.) Domínguez |

| Arbitro: | Kalogeropoulos (Atene) |

|               |           |  |
| Avlonitis 59’ | Marcatori |  |

| Tripoli 1º novembre 2014, ore 19:30 EET 9ª giornata | Asteras Tripolīs          | 0 – 0 referto | Olympiacos | Stadio Kolokotronis (3 857 spett.)\| Arbitro: \| Sidīropoulos (Dodecaneso) \| |
| Arbitro:                                            | Sidīropoulos (Dodecaneso) |               |            |                                                                               |

| Arbitro: | Labropoulos (Elide) |

|                                                                                          |           |                  |
| Domínguez 36’ (rig.) Papageōrgiou 39’ (aut.) Avlonitis 67’ Diamantakos 84’ Mītroglou 90’ | Marcatori | 79’ (rig.) Cases |

| Arbitro: | Voskakīs (Retimno) |

|            |           |                                |
| Lucero 82’ | Marcatori | 19’, 53’ Mītroglou 30’ Dossevi |

| Arbitro: | Dīmītropoulos (Ftiotide) |

|  |           |                                                       |
|  | Marcatori | 19’ Fuster 50’ (rig.), 85’ Domínguez 58’ Elabdellaoui |

| Arbitro: | Mantalos (Kavala) |

|                                 |           |                        |
| Fortounīs 50’ (rig.) Kasami 75’ | Marcatori | 23’ Michaīl 88’ Giakos |

| Arbitro: | Kalogeropoulos (Atene) |

|          |           |                             |
| Tomas 2’ | Marcatori | 73’ Afellay 90+1’ Mītroglou |

| Arbitro: | Liachoudīs (Salonicco) |

|                      |           |  |
| Mītroglou 36’, 90+1’ | Marcatori |  |

| Arbitro: | Mītsios (Giannina) |

|  |           |                                                                    |
|  | Marcatori | 11’ Maniatīs 63’ (rig.) Domínguez 65’, 73’ Benítez 78’ Bouchalakīs |

| Arbitro: | Kyzas (Drama) |

|                          |           |              |
| Ndinga 17’ Mītroglou 73’ | Marcatori | 50’ Aguilera |

#### Girone di ritorno
| Volo 18ª giornata | Nikī Volo | 0 – 3 (a tavolino) | Olympiacos | Stadio Panthessaliko |

| Arbitro: | Dīmītropoulos (Ftiotide) |

|                            |           |  |
| Dossevi 69’ Maniatīs 90+3’ | Marcatori |  |

| Arbitro: | Tritsōnīs (Atene) |

|  |           |                                                  |
|  | Marcatori | 30’ (rig.) Domínguez 74’ Fortounīs 88’ Mītroglou |

| Arbitro: | Iōannidīs (Argolide) |

|  |           |                           |
|  | Marcatori | 71’ Mītroglou 87’ Dossevi |

| Arbitro: | Mītsios (Giannina) |

|                           |           |                |
| Afellay 30’ Mītroglou 73’ | Marcatori | 82’ Marcelinho |

| Salonicco 8 febbraio 2015, ore 19:30 EET 23ª giornata | PAOK           | 0 – 0 referto | Olympiacos | Stadio Toumba (24 411 spett.)\| Arbitro: \| Giachos (Chio) \| |
| Arbitro:                                              | Giachos (Chio) |               |            |                                                               |

| Arbitro: | Papapetrou (Atene) |

|                                 |           |  |
| Durmaz 71’ Fortounīs 73’, 90+3’ | Marcatori |  |

| Arbitro: | Sidīropoulos (Dodecaneso) |

|                               |           |                 |
| Masuaku 49’ (aut.) Petrić 78’ | Marcatori | 90+7’ Domínguez |

| Arbitro: | Voskakīs (Retimno) |

|                             |           |  |
| Domínguez 13’ Fortounīs 83’ | Marcatori |  |

| Arbitro: | Kalogeropoulos (Atene) |

|             |           |                                     |
| Baykara 12’ | Marcatori | 9’ Benítez 10’ Jara 41’ Milivojević |

| Arbitro: | Dīmītropoulos (Ftiotide) |

|                           |           |  |
| Domínguez 57’ Afellay 69’ | Marcatori |  |

| Arbitro: | Koukoulakīs (Candia) |

|                                 |           |  |
| Domínguez 8’ Botía 26’ Jara 48’ | Marcatori |  |

| Arbitro: | Aretopoulos (Trikala) |

|                                |           |                 |
| Ilić 32’ Manias 42’ Acosta 74’ | Marcatori | 68’ Milivojević |

| Arbitro: | Labropoulos (Elide) |

|                                                |           |  |
| Domínguez 44’, 60’ Benítez 55’ Fortounīs 90+1’ | Marcatori |  |

| Arbitro: | Mantalos (Kavala) |

|                        |           |                             |
| Kolovos 25’ Boumal 56’ | Marcatori | 66’ Mītroglou 68’ Domínguez |

| Arbitro: | Kyzas (Drama) |

|                                                                   |           |  |
| Benítez 13’ Fortounīs 39’ Domínguez 57’ Mītroglou 80’, 85’ (rig.) | Marcatori |  |

| Arbitro: | Kominīs (Tesprozia) |

|                      |           |          |
| Avlōnitīs 17’ (aut.) | Marcatori | 87’ Jara |

### Coppa di Grecia

#### Fase a gironi
| Squadra    | P.ti | G | V | N | P | GF | GS | DR |
| ---------- | ---- | - | - | - | - | -- | -- | -- |
| Olympiacos | 7    | 3 | 2 | 1 | 0 | 4  | 1  | +3 |
| Paniōnios  | 5    | 3 | 1 | 2 | 0 | 5  | 1  | +4 |
| Panachaïkī | 3    | 3 | 1 | 0 | 2 | 2  | 5  | -3 |
| Fostiras   | 1    | 3 | 0 | 1 | 2 | 0  | 4  | -4 |

| Arbitro: | Giachos (Chio) |

|  |           |                   |
|  | Marcatori | 74’ (aut.) Kargas |

| Arbitro: | Mantakīs (Emazia) |

|               |           |                 |
| Fortounis 13’ | Marcatori | 24’ Mītropoulos |

| Arbitro: | Papadopoulos (Macedonia) |

|  |           |                                      |
|  | Marcatori | 16’ (rig.) Fortounis 82’ Diamantakos |

#### Ottavi di finale
| Arbitro: | Labropoulos (Elide) |

|  |           |                                 |
|  | Marcatori | 3’, 26’ Benítez 84’ Milivojević |

| Arbitro: | Kominīs (Tesprozia) |

|                                                                                            |           |  |
| Milivojević 9’, 25’ Diamantakos 11’ Bouchalakis 17’ Durmaz 55’, 57’, 82’ Fuster 85’ (rig.) | Marcatori |  |

#### Quarti di finale
| Arbitro: | Labropoulos (Elide) |

|                 |           |              |
| Milivojević 48’ | Marcatori | 16’ Aravidis |

| Arbitro: | Kalogeropoulos (Atene) |

|  |           |          |
|  | Marcatori | 89’ Jara |

#### Semifinali
| Arbitro: | Kyzas (Drama) |

|  |           |                           |
|  | Marcatori | 21’, 57’ Dossevi 26’ Jara |

| Arbitro: | Tritsōnīs (Atene) |

|             |           |            |
| Benítez 84’ | Marcatori | 43’ Angulo |

#### Finale
| Arbitro: | Koukoulakīs (Candia) |

|                                        |           |               |
| Jara 45+1’ Domínguez 64’ Fortounīs 80’ | Marcatori | 87’ Kapetanos |

### Champions League

#### Fase a gironi
| Squadra         | P.ti | G | V | P | S | GF | GS | DG  |
| --------------- | ---- | - | - | - | - | -- | -- | --- |
| Atlético Madrid | 13   | 6 | 4 | 1 | 1 | 14 | 3  | +11 |
| Juventus        | 10   | 6 | 3 | 1 | 2 | 7  | 4  | +3  |
| Olympiacos      | 9    | 6 | 3 | 0 | 3 | 10 | 13 | -3  |
| Malmö FF        | 3    | 6 | 1 | 0 | 5 | 4  | 15 | -11 |

- Atlético Madrid e   Juventus qualificate agli ottavi di finale
- Olympiacos qualificato ai sedicesimi di UEFA Europa League 2014-2015

| Arbitro: | Proença |

|                                       |           |                             |
| Masuaku 13’ Afellay 31’ Mitroglou 73’ | Marcatori | 38’ Mandžukić 86’ Griezmann |

| Arbitro: | Karasëv |

|                    |           |  |
| Rosenberg 42’, 82’ | Marcatori |  |

| Arbitro: | Mažić |

|            |           |  |
| Kasami 36’ | Marcatori |  |

| Arbitro: | Atkinson |

|                                        |           |                      |
| Pirlo 21’ Roberto 65’ (aut.) Pogba 66’ | Marcatori | 24’ Botía 61’ Ndinga |

| Arbitro: | Stark |

|                                        |           |  |
| Raúl García 9’ Mandžukić 38’, 62’, 65’ | Marcatori |  |

| Arbitro: | Lannoy |

|                                                    |           |                         |
| Fuster 22’ Domínguez 63’ Mitroglou 87’ Afellay 90’ | Marcatori | 59’ Kroon 81’ Rosenberg |

### Europa League

#### Fase a eliminazione diretta
| Arbitro: | Schörgenhofer |

|                          |           |  |
| K'ank'ava 50’ Rotan' 54’ | Marcatori |  |

| Arbitro: | Makkelie |

|                                    |           |                             |
| Mitroglou 14’ Domínguez 90’ (rig.) | Marcatori | 22’ Fedec'kyj 90+2’ Kalinić |

## Statistiche

### Statistiche di squadra
| Competizione        | Punti | In casa | In casa | In casa | In casa | In casa | In casa | In trasferta | In trasferta | In trasferta | In trasferta | In trasferta | In trasferta | Totale | Totale | Totale | Totale | Totale | Totale | DR |
| Competizione        | Punti | G       | V       | N       | P       | Gf      | Gs      | G            | V            | N            | P            | Gf           | Gs           | G      | V      | N      | P      | Gf     | Gs     | DR |
| ------------------- | ----- | ------- | ------- | ------- | ------- | ------- | ------- | ------------ | ------------ | ------------ | ------------ | ------------ | ------------ | ------ | ------ | ------ | ------ | ------ | ------ | -- |
| Souper Ligka Ellada | 78    | 17      | 15      | 1       | 1       | 45      | 8       | 17           | 9            | 5            | 3            | 34           | 15           | 34     | 24     | 6      | 4      | 79     | 23     | 56 |
| Coppa di Grecia     | 7     | 1       | 0       | 1       | 0       | 1       | 1       | 2            | 2            | 0            | 0            | 3            | 0            | 3      | 2      | 1      | 0      | 4      | 1      | 3  |
| Champions League    | 9     | 3       | 3       | 0       | 0       | 8       | 4       | 3            | 0            | 0            | 3            | 2            | 9            | 6      | 3      | 0      | 3      | 10     | 13     | -3 |
| Europa League       | -     | 1       | 0       | 1       | 0       | 2       | 2       | 1            | 0            | 0            | 1            | 0            | 2            | 2      | 0      | 1      | 1      | 2      | 4      | -2 |
| Totale              | 94    | 22      | 18      | 3       | 1       | 56      | 15      | 23           | 11           | 5            | 7            | 39           | 26           | 45     | 29     | 8      | 8      | 95     | 41     | 54 |

### Andamento in campionato
| Giornata  | 1 | 2 | 3 | 4 | 5 | 6 | 7 | 8 | 9 | 10 | 11 | 12 | 13 | 14 | 15 | 16 | 17 | 18 | 19 | 20 | 21 | 22 | 23 | 24 | 25 | 26 | 27 | 28 | 29 | 30 | 31 | 32 | 33 | 34 |
| --------- | - | - | - | - | - | - | - | - | - | -- | -- | -- | -- | -- | -- | -- | -- | -- | -- | -- | -- | -- | -- | -- | -- | -- | -- | -- | -- | -- | -- | -- | -- | -- |
| Luogo     | C | T | C | C | T | C | T | C | T | C  | T  | T  | C  | T  | C  | T  | C  | T  | C  | T  | T  | C  | T  | C  | T  | C  | T  | C  | C  | T  | C  | T  | C  | T  |
| Risultato | V | N | V | V | P | P | V | V | N | V  | V  | V  | N  | V  | V  | V  | V  | V  | V  | V  | V  | V  | N  | V  | P  | V  | V  | V  | V  | P  | V  | N  | V  | N  |
| Posizione | 1 | 5 | 3 | 1 | 6 | 2 | 3 | 2 | 2 | 2  | 1  | 2  | 2  | 2  | 2  | 2  | 2  | 1  | 1  | 1  | 1  | 1  | 1  | 1  | 1  | 1  | 1  | 1  | 1  | 1  | 1  | 1  | 1  | 1  |

Legenda:

Luogo: C = Casa; T = Trasferta. Risultato: V = Vittoria; N = Pareggio; P = Sconfitta.